# ساختمان اسکای
ساختمان اسکای یک آسمان‌خراش و ساختمان واقع در نیویورک می‌باشد و در سال ۲۰۱۵ پروژه ساخت آن به پایان رسیده است. تعداد طبقاتش نیز ۶۱ می‌باشد.